# 1996年アトランタオリンピックのカナダ選手団
1996年アトランタオリンピックのカナダ選手団（1996ねんアトランタオリンピックのカナダせんしゅだん）は、1996年7月19日から8月4日にかけてアメリカ合衆国のジョージア州アトランタで開催された1996年アトランタオリンピックのカナダ選手団、およびその競技結果。

## 概要
今大会は金メダル3個、銀メダル11個、銅メダル8個の合計22個のメダルを獲得した。

## メダル
| メダル | 選手名                                                                        | 競技         | 種目                     |
| ------ | ----------------------------------------------------------------------------- | ------------ | ------------------------ |
| 金     | ドノバン・ベイリー                                                            | 陸上         | 男子100m                 |
| 金     | ロバート・エスミー グレンロイ・ギルバート ブルニー・スリン ドノバン・ベイリー | 陸上         | 男子4×100mリレー         |
| 銀     | マリアンヌ・リンパート                                                        | 競泳         | 女子200m個人メドレー     |
| 銀     | ブライアン・ウォルトン                                                        | 自転車       | 男子ポイントレース       |
| 銀     | アリソン・サイダー                                                            | 自転車       | 女子クロスカントリー     |
| 銅     | カーティス・ミーデン                                                          | 競泳         | 男子200m個人メドレー     |
| 銅     | カーティス・ミーデン                                                          | 競泳         | 男子400m個人メドレー     |
| 銅     | カート・ハーネット                                                            | 自転車       | 男子スプリント           |
| 銅     | クララ・ヒューズ                                                              | 自転車       | 女子個人ロードレース     |
| 銅     | クララ・ヒューズ                                                              | 自転車       | 女子個人タイムトライアル |
| 銅     | ジョン・チャイルド マーク・ヒース                                             | バレーボール | 男子ビーチバレー         |